# حماده طلبه
حماده طلبه (عربی: حمادة طلبة؛ زادهٔ ۱۷ ژوئن ۱۹۸۱) یک ورزشکار اهل مصر است.
از باشگاه‌هایی که در آن بازی کرده‌است می‌توان به باشگاه ورزشی زمالک و تیم ملی فوتبال مصر اشاره کرد.
وی همچنین در تیم ملی فوتبال مصر بازی کرده است.